# Слюсарев, Сидор Васильевич
Сидор Васильевич Слюсарев (14 мая 1906 — 11 декабря 1981) — советский лётчик и военачальник, генерал-лейтенант авиации (1946), Герой Советского Союза (22.02.1939).

## Биография
Родился 14 мая 1906 года в Тифлисе, ныне Тбилиси. Русский. После окончания школы работал помощником мастера на Тбилисском механическо-артиллерийском заводе.
В Красной Армии с июня 1928 года. В 1928 году поступил на учёбу в Ленинградскую военно-теоретическую школу ВВС РККА, окончив её, был направлен для получения практических навыков в 1-й военную школу лётчиков имени А. Ф. Мясникова. После окончания школы в 1930 году был оставлен в этой школе на должности инструктора-лётчика. С июля 1933 года — командир корабля в 14-й авиабригаде ВВС Морских сил Балтийского моря (Едрово), с марта 1934 — в 26-й авиабригаде ВВС Забайкальской группы войск Особой Краснознамённой Дальневосточной армии (Нерчинск), с января 1937 — в 57-й крейсерской авиационной эскадрилье 2-й авиабригады в Нерчинске. В последней вскоре был назначен лётчиком-инструктором по технике пилотирования, а затем и командиром эскадрильи. С марта 1938 года командовал 4-й авиационной эскадрильей там же (ВВС Забайкальского военного округа).

### Командировка в Китае
С мая 1938 года по март 1939 года находился в специальной командировке в Китае, где участвовал в национально-освободительной войне китайского народа. За время командировки совершил 12 боевых вылетов на бомбардировщике СБ и участвовал в уничтожении 70 кораблей и 30 самолётов противника. Много занимался практическим обучением китайских лётчиков.
Указом Президиума Верховного Совета СССР от 22 февраля 1939 года «за образцовое выполнение специальных заданий Правительства по укреплению оборонной мощи Советского Союза и за проявленное геройство» капитану Слюсареву Сидору Васильевичу присвоено звание Героя Советского Союза.

### Участие в советско-финской войне
После возвращения из командировки в Китай в мае 1939 года назначен на должность заместителя командующего 2-й авиационной армией особого назначения (Воронеж). С ноября 1939 по январь 1940 года учился на курсах высшего начсостава при Академии Генерального штаба РККА. После их окончания с января 1940 года принимал участие в советско-финской войне в должности заместителя командующего ВВС 8-й армии, лично вылетал на боевые задания. После окончания войны, в мае 1940 года назначен заместителем командующего ВВС Ленинградского военного округа, с июля 1940 года — командир 4-й авиационной дивизии, во главе которой участвовал во вводе войск СССР в Прибалтику. С августа 1940 года — заместитель командующего ВВС Киевского Особого военного округа.

### Участие в Великой Отечественной войне
В начале Великой Отечественной войны стал заместителем командующего ВВС Юго-Западного фронта, созданного на базе Киевского Особого военного округа. Руководил ВВС фронта в Приграничном сражении и Киевской оборонительной операции. В сентябре 1941 года назначен командиром 142-й истребительной авиационной дивизии ПВО, которая входила в состав Горьковского корпусного района ПВО. В марте 1943 года назначен командиром 5-го смешанного авиационного корпуса, в июне переформированного в 7-й истребительный авиационный корпус.
С июля 1943 года исполнял обязанности заместителя командующего воздушной армией, сначала 4-й воздушной армией на Северо-Кавказском фронте, с апреля 1944 — 2-й воздушной армией на 1-м Украинском фронте. В этот период участвовал в Новороссийско-Таманской наступательной, Керченско-Эльтигенской десантной, Проскуровско-Черновицкой и Львовско-Сандомирской наступательных операциях. В августе 1944 года вновь назначен командиром 1-го смешанного авиационного корпуса (с сентября — 2-й гвардейский штурмовой авиационный корпус) 2-й воздушной армии. Под командованием генерал-майора авиации С. В. Слюсарева корпус участвовал в Восточно-Карпатской, Висло-Одерской, Нижне-Силезской, Верхне-Силезской, Берлинской и Пражской наступательных операциях.
За время войны был одиннадцать раз упомянут в благодарственных в приказах Верховного Главнокомандующего.

### После войны
До января 1946 года продолжал командовать 2-м гвардейским штурмовым авиационным корпусом, в апреле 1946 назначен на должность командира 7-го бомбардировочного авиационного корпуса 1-й воздушной армии. С октября 1947 года — командующий 12-й воздушной армией Забайкальского военного округа.
С февраля по декабрь 1950 года находился в правительственной командировке в Китае, где выполнял задания по обороне Шанхая и обучению китайских лётчиков, за что был награждён орденом Красного Знамени. С декабря 1950 года на учёбе в Высшей военной академии имени К. Е. Ворошилова, которую окончил в августе 1952 года. Находился в распоряжении Главнокомандующего ВВС. В конце 1952 года вновь направлен в Китай, где был назначен заместителем командира 64-го истребительного авиационного корпуса. Части данного корпуса дислоцировались на аэродромах в Маньчжурии и вели активные боевые действия против американской авиации в Корейской войне. С апреля 1953 года командовал данным корпусом. В конце июля 1953 года было подписано перемирие и боевые действия прекращены, позднее корпус был возвращён в СССР и дислоцирован на Дальнем Востоке.
С мая 1955 года служил в Войсках ПВО страны: командующий Уральской армией ПВО — заместитель командующего войсками Уральского военного округа по войскам ПВО страны. С мая 1957 года — в распоряжении главнокомандующего войсками ПВО страны. С июня 1957 года — в распоряжении Главнокомандующего ВВС. В период с августа 1957 по 1964 годы был начальником командного факультета Военно-Воздушной академии.
С сентября 1964 года в запасе, проживал в Монино. Скончался 11 декабря 1981 года. Похоронен на Монинском гарнизонном кладбище.

## Семья
- Дочь — Наталия Сидоровна Слюсарева (р. 1947), российская писательница[5].
- Сын - Анатолий Сидорович Слюсарев (р.1940), доктор технических наук, профессор Волжского государственного университета водного транспорта (г. Нижний Новгород), изобретатель
- Сын - Борис Сидорович Слюсарев ( 1933 -2013)

## Воинские звания
- старший лейтенант (14.03.1936)
- капитан (29.04.1938)
- полковник (17.05.1939, минуя воинское звание майор)
- генерал-майор авиации (10.11.1942)
- генерал-лейтенант авиации (1.03.1946)

## Награды
- медаль «Золотая Звезда» Героя Советского Союза (№ 125, 22.02.1939);
- три ордена Ленина (22.02.1939, 29.05.1945[6], 3.11.1953);
- четыре ордена Красного Знамени (19.05.1940, 20.06.1949, 15.11.1950, 28.09.1953);
- орден Суворова 2-й степени (25.08.1944)[7];
- орден Кутузова 2-й степени (16.05.1944)[8];
- орден Богдана Хмельницкого 2-й степени (6.04.1945)[9];
- орден Красной Звезды (3.11.1944)
- медали СССР
- Медаль «Китайско-советская дружба» (КНР)